# Domenico Tedesco
Domenico Tedesco (* 12. září 1985) je italsko-německý fotbalový trenér, který v současné době působí jako hlavní trenér belgického národního týmu.
V roce 2017 převzal funkci manažera Schalke 04 a ve své první sezóně jej dovedl ke druhému místu v Bundeslize. V březnu 2019 byl propuštěn a následně v říjnu téhož roku převzal Spartak Moskva. V červnu 2021 opustil Spartak a v prosinci odešel do RB Lipsko, které dovedl k vítězství v DFB-Pokalu 2022. V září 2022 byl z Lipska propuštěn. V únoru 2023 byl jmenován trenérem Belgie se smlouvou do Mistrovství Evropy ve fotbale 2024.

## Kariéra

### Počátky
Když byly Tedescovi dva roky, jeho rodina emigrovala z italské provincie Cosenza do Německa a usadila se v okrese Esslingen v Bádensku-Württembersku. Tedesco a jeho mladší bratr později získali německé občanství. Jako hráč působil za ASV Aichwald v Kreisliga A.
Dne 1. července 2008 začal Tedesco pracovat v mládežnickém oddělení VfB Stuttgart jako asistent trenéra Thomase Schneidera. Od roku 2013 byl asistentem trenéra týmu do 17 let a v průběhu sezóny byl povýšen na hlavního trenéra. Na konci sezóny 2014/15 opustil Stuttgart a stal se manažerem mládeže v Hoffenheimu 1899. Před sezónou 2016/17 byl povýšen na trenéra týmu do 19 let. Absolvoval Hennes-Weisweiler-Akademie, německou fotbalovou trenérskou akademii, jako nejlepší absolvent roku 2016.

### Erzgebirge Aue
Dne 8. března 2017 klub Erzgebirge Aue jmenoval Tedesca novým hlavním trenérem.
Z prvních pěti zápasů získal 13 bodů a sezónu zakončil na 14. místě, čímž klub zachránil od sestupu. Skončil s bilancí šesti výher, dvou remíz a tří porážek.

### Schalke 04
Od sezóny 2017/18 převzal Tedesco manažerské místo v bundesligovém týmu Schalke 04. Dne 9. června 2017 podepsal dvouletou smlouvu.
25. listopadu 2017 prohrávali Tedescovi svěřenci v poločase s rivalem Borussií Dortmund 0:4. Schalke nakonec v historickém Revierderby remizovalo 4:4.
Ve své první sezóně ve vedení klubu dovedl Schalke ke druhému místu v Bundeslize.
Po porážce 0:7 s Manchesterem City v osmifinále Ligy mistrů a sedmi zápasech bez výhry v řadě byl Tedesco 14. března 2019 propuštěn.

### Spartak Moskva
Dne 14. října 2019 ruský klub Spartak Moskva jmenoval Tedesca novým hlavním trenérem. Podepsal smlouvu, která platila do června 2021.
Po celou dobu svého působení udržel Spartak na vrcholu ligové tabulky a získal si popularitu mezi fanoušky, a to nejen díky svým výkonům v roli manažera, ale také díky své emocionální, charismatické a společenské povaze.
Ve velmi emotivním závěrečném zápase, ve kterém Spartak potřeboval buď remizovat, nebo vyhrát proti RFK Achmat Groznyj, aby se udržel na druhém místě a postoupil do třetího předkola Ligy mistrů, bylo konečné skóre 2:2. A to i přesto, že Tedescův tým v poločase prohrával 0:2.

### RB Lipsko
Dne 9. prosince 2021 převzal Tedesco pozici hlavního trenéra RB Lipsko.
V Evropské lize UEFA 2021/22 se RB Lipsko dostalo do semifinále, ve kterém bylo vyřazeno Rangers 3:2 na zápasy. Dne 21. května 2022 dovedl RB Lipsko k vítězství ve finále DFB-Pokal 4:2 na penalty proti SC Freiburg.
Navzdory úspěšné první sezóně začala sezóna 2022/23 několika neuspokojivými výsledky a 7. září 2022 byl propuštěn po domácí prohře 4:1 v Lize mistrů se Šachtarem Doněck.

### Belgie
Tedesco byl jmenován manažerem belgického národního týmu 8. února 2023 na základě smlouvy, která má platit do konce Mistrovství Evropy ve fotbale 2024.

## Trenérské statistiky
Platí k zápasu hranému 26. března 2024.
| Tým            | Země    | Od               | Do              | Statistiky | Statistiky | Statistiky | Statistiky | Statistiky | Statistiky | Statistiky | Statistiky |
| Tým            | Země    | Od               | Do              | Z          | V          | R          | P          | VG         | OG         | GR         | % výher    |
| -------------- | ------- | ---------------- | --------------- | ---------- | ---------- | ---------- | ---------- | ---------- | ---------- | ---------- | ---------- |
| Erzgebirge Aue | Německo | 8. března 2017   | 9. června 2017  | 11         | 6          | 2          | 3          | 14         | 10         | +4         | 54.55      |
| Schalke 04     | Německo | 9. června 2017   | 14. března 2019 | 89         | 47         | 17         | 25         | 102        | 98         | +4         | 52.81      |
| Spartak Moskva | Rusko   | 14. října 2019   | 24. května 2021 | 54         | 27         | 10         | 17         | 89         | 64         | +25        | 50.00      |
| RB Lipsko      | Německo | 9. prosince 2021 | 7. září 2022    | 38         | 20         | 9          | 9          | 84         | 46         | +38        | 52.63      |
| Belgie         | Belgie  | 8. února 2023    | dodnes          | 12         | 8          | 4          | 0          | 28         | 8          | +20        | 66.67      |
| Total          | Total   | Total            | Total           | 203        | 108        | 42         | 53         | 314        | 226        | +88        | 53.20      |

## Úspěchy
RB Lipsko
- DFB-Pokal: 2021/22